# Harkerode
Harkerode is een plaats en voormalige gemeente in de Duitse deelstaat Saksen-Anhalt, en maakt deel uit van de Landkreis Mansfeld-Südharz.
Harkerode telt 331 inwoners.

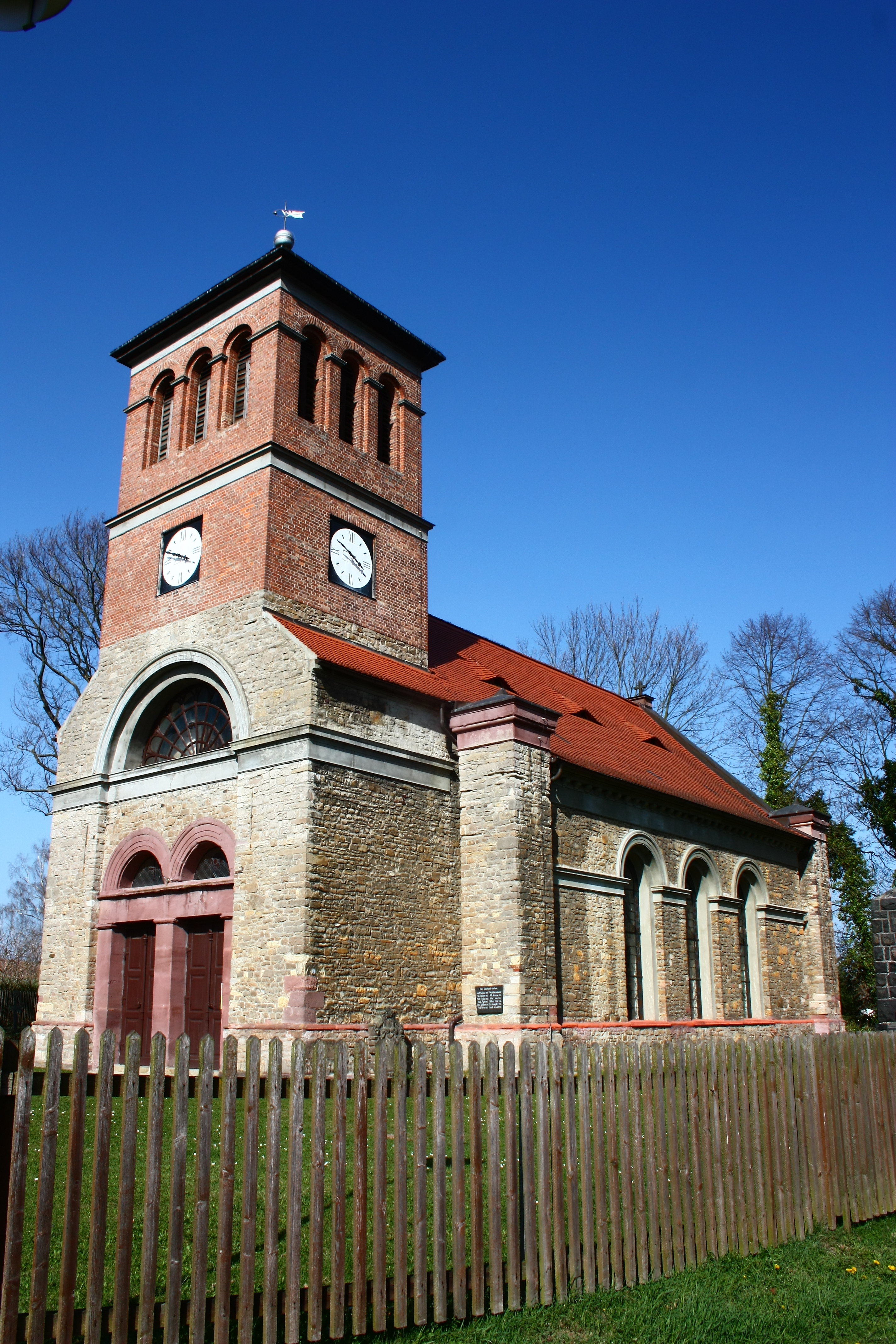
Dorpskerk van Harkerode